# Milica Czarnogórska
Milica Czarnogórska (ur. 14 lipca 1866 w Cetynii, zm. 5 września 1951 w Aleksandrii, Egipt) – królewna Czarnogóry, wielka księżna Rosji.

## Życie

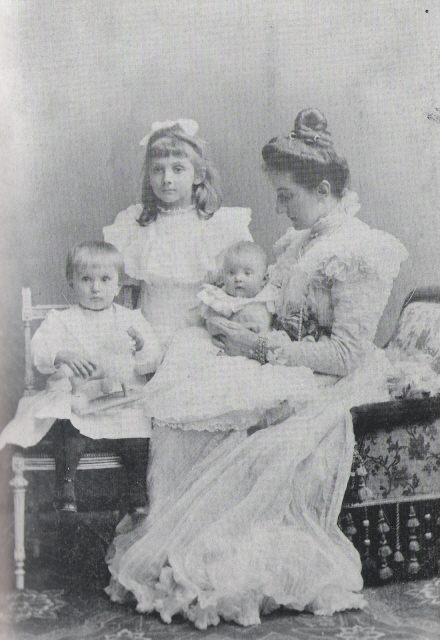
Wielka księżna Milica z dziećmi.

Milica była córką Mikołaja I Petrowicia-Niegosza, króla Czarnogóry, i jego żony, Mileny Vukotić. Miała 6 sióstr, w tym Jelenę – królową Włoch i Zorkę – żonę przyszłego króla SHS. 26 lipca 1889 roku w Petersburgu wyszła za mąż za wielkiego księcia Piotra Mikołajewicza Romanowa, młodszego syna Mikołaja Mikołajewicza (starszego) i Aleksandry Piotrownej. Jej mąż był bratem wielkiego księcia Mikołaja Mikołajewicza (młodszego), którego żoną była siostra Milicy, Anastazja.

### Milica i Anastazja
Obie siostry, Milica i Anastazja, były bardzo wpływowe na carskim dworze początku XX wieku. Siostry miały wspólne przezwisko „czarne niebezpieczeństwo”, obie interesowały się okultyzmem. One pierwsze zaufały mistycznemu szarlatanowi, który nazywał się po prostu Filipem, a następnie Grigorijowi Rasputinowi, faworytowi rodziny carskiej.

### Dzieci
- Marina (28 lutego 1892 – 15 maja 1981)
- Roman (17 października 1896 – 23 października 1978)
- Nadieżda (3 marca 1898 – 21 kwietnia 1988)
- Zofia (3 marca 1898 – 3 marca 1898); została pochowana na zakonnym cmentarzu w Kijowie obok swojej babki, wielkiej księżnej Aleksandry, założycielki monasteru Opieki Matki Bożej w Kijowie[1]